# Passage Penel
Le passage Penel est une voie du 18e arrondissement de Paris, en France.

## Situation et accès
Le passage Penel est situé dans le 18e arrondissement de Paris. Il débute au 86, rue Championnet et se termine au 92, rue du Ruisseau.

## Origine du nom
Cette voie doit son nom à un propriétaire.

## Historique
Cette voie est créée sous sa dénomination actuelle en 1850 puis est ouverte à la circulation publique par un arrêté du 23 juin 1959.